# Canoeing tại Thế vận hội Mùa hè 2008
Giải canoeing tại Thế vận hội Mùa hè 2008 diễn ra từ ngày 11 đến ngày 23 tháng 8 năm 2008.

## Đua trên mặt nước phẳng
- K-1 500m nam
- K-1 1000m nam
- K-2 500m nam
- K-2 1000m nam
- K-4 1000m nam
- C-1 500m nam
- C-1 1000m nam
- C-2 500m nam
- C-2 1000m nam
- K-1 500m nữ
- K-2 500m nữ
- K-4 500m nữ

## Đua vượt thác
- K-1 nam
- C-1 nam
- C-2 nam
- K-1 nữ

## Xếp hạng theo quốc gia
| 1    | Đức (GER)          | 3  | 2  | 3  | 8  |
| 2    | Slovakia (SVK)     | 3  | 1  | 0  | 4  |
| 3    | Hungary (HUN)      | 2  | 1  | 1  | 4  |
| 4    | Belarus (BLR)      | 2  | 0  | 1  | 3  |
| 5    | Tây Ban Nha (ESP)  | 1  | 2  | 0  | 3  |
| 6    | Úc (AUS)           | 1  | 1  | 3  | 5  |
| 7    | Anh Quốc (GBR)     | 1  | 1  | 1  | 3  |
| 7    | Nga (RUS)          | 1  | 1  | 1  | 3  |
| 9    | Ukraina (UKR)      | 1  | 0  | 1  | 2  |
| 10   | Trung Quốc (CHN)   | 1  | 0  | 0  | 1  |
| 11   | Canada (CAN)       | 0  | 1  | 1  | 2  |
| 11   | Pháp (FRA)         | 0  | 1  | 1  | 2  |
| 11   | Ý (ITA)            | 0  | 1  | 1  | 2  |
| 14   | Cộng hòa Séc (CZE) | 0  | 1  | 0  | 1  |
| 14   | Đan Mạch (DEN)     | 0  | 1  | 0  | 1  |
| 14   | Na Uy (NOR)        | 0  | 1  | 0  | 1  |
| 14   | Ba Lan (POL)       | 0  | 1  | 0  | 1  |
| 18   | Áo (AUT)           | 0  | 0  | 1  | 1  |
| 18   | Togo (TOG)         | 0  | 0  | 1  | 1  |
| Tổng | Tổng               | 16 | 16 | 16 | 48 |

## Bảng huy chương

### Đua trên mặt nước phẳng
Nam
| Nội dung     | Vàng                                                                                        | Bạc                                                                               | Đồng                                                                                   |
| ------------ | ------------------------------------------------------------------------------------------- | --------------------------------------------------------------------------------- | -------------------------------------------------------------------------------------- |
| C-1 500 mét  | Maxim Opalev · Nga                                                                          | David Cal · Tây Ban Nha                                                           | Iurii Cheban · Ukraina                                                                 |
| C-1 1000 mét | Attila Vajda · Hungary                                                                      | David Cal · Tây Ban Nha                                                           | Thomas Hall · Canada                                                                   |
| C-2 500 mét  | Trung Quốc (CHN) · namg Guanliang · Yang Wenjun                                             | Nga (RUS) · Sergey Ulegin · Alexander Kostoglod                                   | Đức (GER) · Christian Gille · Thomasz Wylenzek                                         |
| C-2 1000 mét | Belarus (BLR) · Andrei Bahdanovich · Aliaksandr Bahdanovich                                 | Đức (GER) · Christian Gille · Tomasz Wylenzek                                     | Hungary (HUN) · György Kozmann · Tamás Kiss                                            |
| K-1 500 mét  | Ken Wallace · Úc                                                                            | Adam van Koeverden · Canada                                                       | Tim Brabants · Anh Quốc                                                                |
| K-1 1000 mét | Tim Brabants · Anh Quốc                                                                     | Eirik Verås Larsen · Na Uy                                                        | Ken Wallace · Úc                                                                       |
| K-2 500 mét  | Tây Ban Nha (ESP) · Saul Craviotto · Carlos Pérez                                           | Đức (GER) · Ronald Rauhe · Tim Wieskotter                                         | Belarus (BLR) · Raman Piatrushenka · Vadzim Makhneu                                    |
| K-2 1000 mét | Đức (GER) · Martin Hollstein · Andreas Ihle                                                 | Đan Mạch (DEN) · Kim Wraae Knudsen · René Holten Poulsen                          | Ý (ITA) · Andrea Facchin · Antonio Massimiliano Scaduto                                |
| K-4 1000 mét | Belarus (BLR) · Raman Piatrushenka · Aliaksei Abalmasau · Artur Litvinchuk · Vadzim Makhneu | Slovakia (SVK) · Richard Riszdorfer · Michal Riszdorfer · Erik Vlček · Juraj Tarr | Đức (GER) · Lutz Altepost · Norman Brockl · Torsten Eckbrett · Bjorn Hogel Goldschmidt |

Nữ
| Nội dung    | Vàng                                                                                   | Bạc                                                                             | Đồng                                                                     |
| ----------- | -------------------------------------------------------------------------------------- | ------------------------------------------------------------------------------- | ------------------------------------------------------------------------ |
| K-1 500 mét | Inna Osypenko-Radomska · Ukraina                                                       | Josefa Idem · Ý                                                                 | Katrin Wagner-Augustin · Đức                                             |
| K-2 500 mét | Hungary (HUN) · Katalin Kovacs · Natasa Janics                                         | Ba Lan (POL) · Beata Mikolajczyk · Aneta Konieczna                              | Pháp (FRA) · Marie Delattre · Anne-Laure Viard                           |
| K-4 500 mét | Đức (GER) · Fanny Fischer · Nicole Reinhardt · Katrin Wagner-Augustin · Conny Wassmuth | Hungary (HUN) · Katalin Kovács · Gabriella Szabó · Danuta Kozák · Natasa Janics | Úc (AUS) · Lisa Oldenhof · Hannah Davis · Chantal Meek · Lyndsie Fogarty |

### Đua vượt thác
| Nội dung | Vàng                                                  | Bạc                                               | Đồng                                         |
| -------- | ----------------------------------------------------- | ------------------------------------------------- | -------------------------------------------- |
| C-1      | Michal Martikán · Slovakia                            | David Florence · Anh Quốc                         | Robin Bell · Úc                              |
| C-2      | Pavol Hochschorner · và Peter Hochschorner · Slovakia | Jaroslav Volf · và Ondřej Štěpánek · Cộng hòa Séc | Mikhail Kuznetsov · và Dmitry Larionov · Nga |
| K-1      | Alexander Grimm · Đức                                 | Fabien Lefevre · Pháp                             | Benjamin Boukpeti · Togo                     |
| K-1      | Elena Kaliská · Slovakia                              | Jacqueline Lawrence · Úc                          | Violetta Oblinger-Peters · Áo                |